# Ähnlicher Perlmuttfalter
Der Ähnliche Perlmuttfalter (Boloria napaea) ist ein Schmetterling (Tagfalter) aus der Familie der Edelfalter (Nymphalidae).

## Merkmale

### Falter
Die Flügeloberseiten der Falter, die eine Spannweite von etwa 28 bis 34 Millimetern haben, ist bei den Männchen leuchtend orange-braun und von einer feinen, schwarzen, aus Punkten und Linien bestehenden  Zeichnung durchzogen. Die Weibchen sind dagegen meist violettbraun oder grünbraun gefärbt. Charakteristisch sind gelbgrün gefärbte Bereiche neben roten und weißen Zeichnungselementen auf der Hinterflügelunterseite.

## Boloria napaea napaea

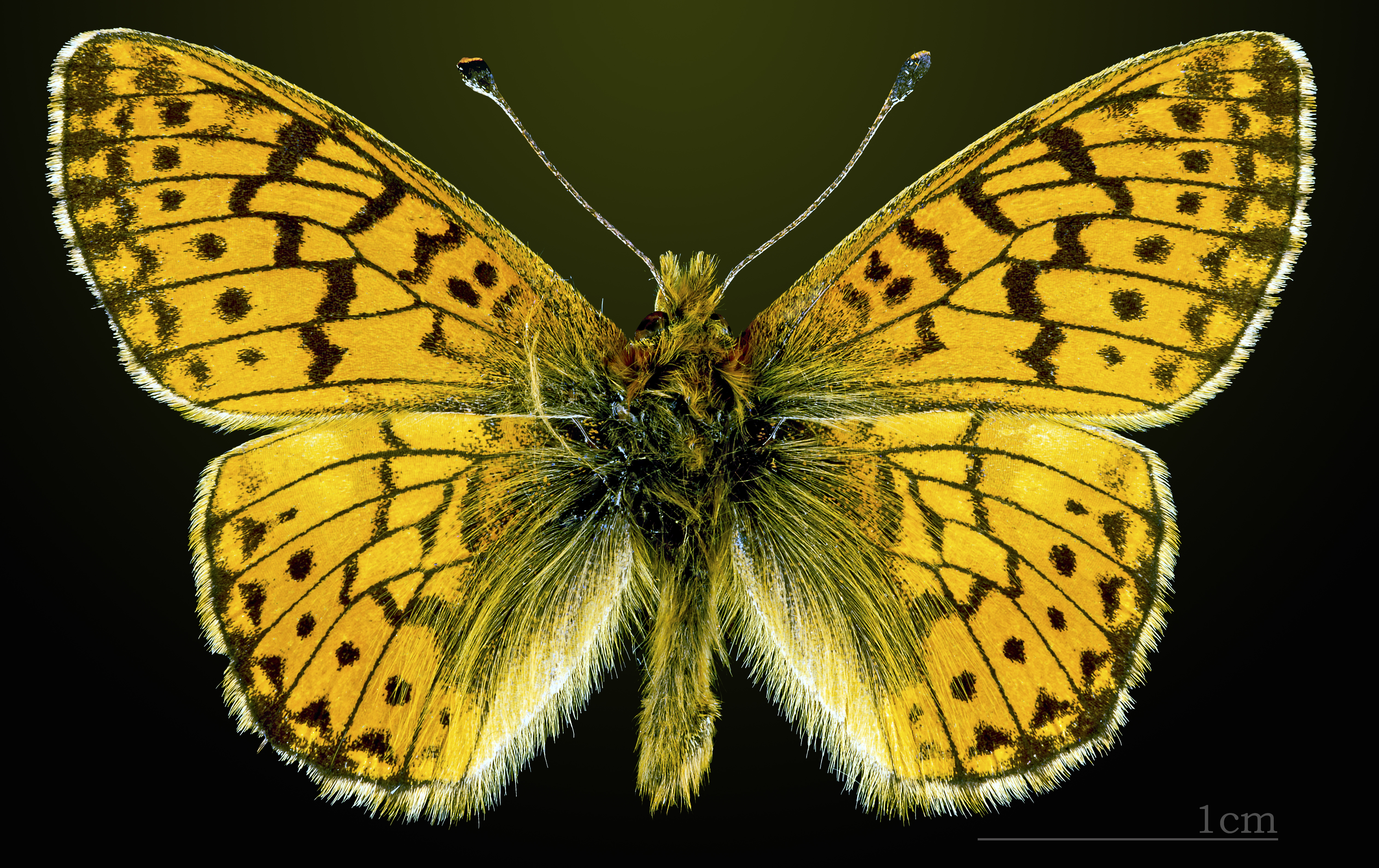
♂
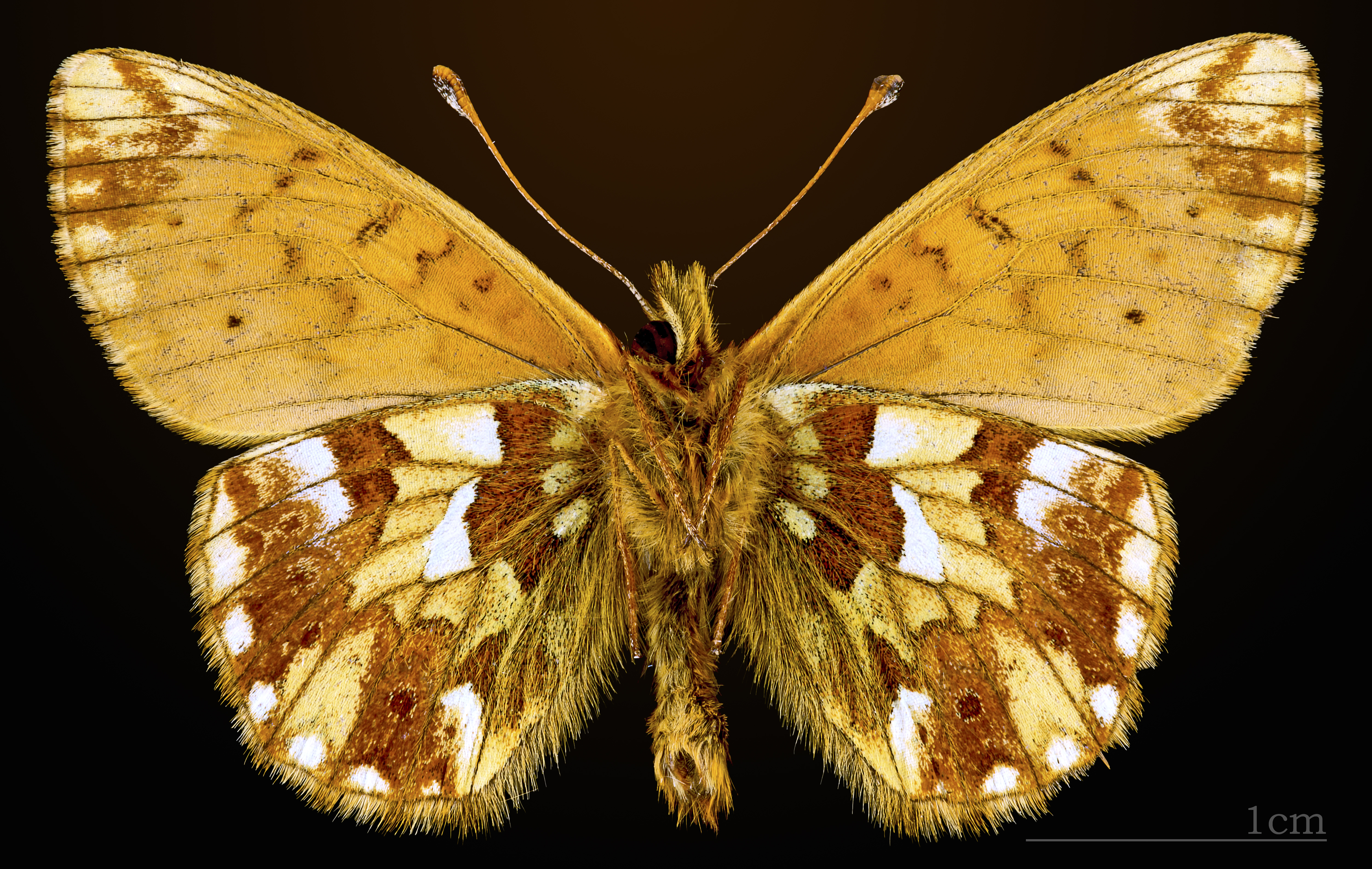
♂ △
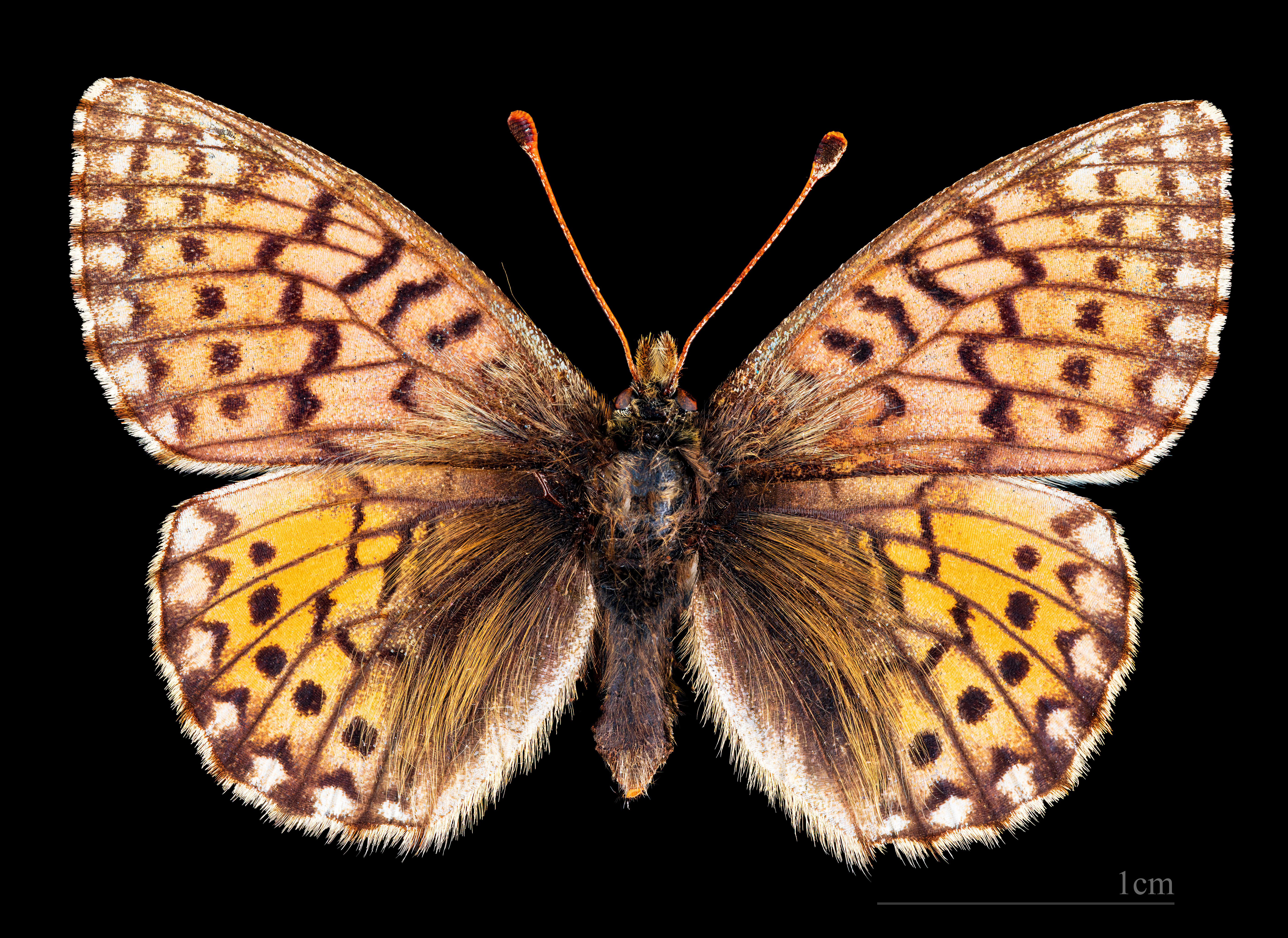
♀
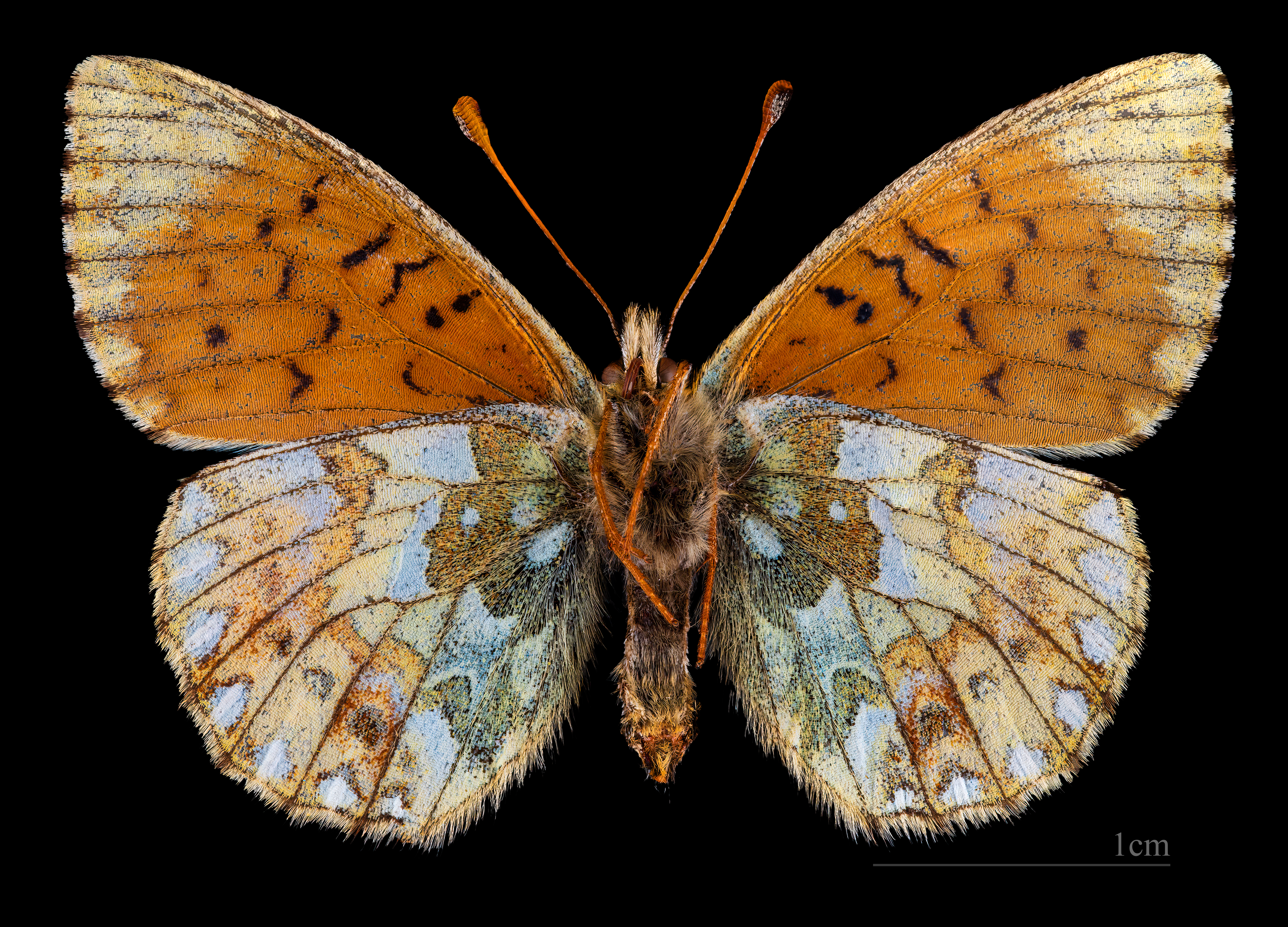
♀ △

### Ei, Raupe, Puppe
Das Ei hat eine kegelähnliche Form, ist stark gerippt und schimmert rotbraun. Die Raupen sind schwarzbraun gefärbt, haben eine gelbliche, braun unterbrochene Rückenlinie sowie kurze, graue Borsten. Die Puppe hat eine dunkelbraune Farbe mit einer fleckigen Zeichnung. Sie hat eine gedrungene Form und ist fast doppelt so breit wie diejenige von pales.

### Ähnliche Arten
Der Ähnliche Perlmuttfalter ähnelt einigen anderen Perlmuttfalterarten, insbesondere den folgenden:
- Alpenmatten-Perlmuttfalter (Boloria pales). Diese Falter sind etwas kleiner. Die Weibchen zeigen nicht die bei B. napaea vorherrschende violettbraune oder grünbraune Oberseitenfärbung, ebenso wenig wie deren mehr gelbgrün gefärbte Hinterflügelunterseite, sondern haben eine rostrote Grundfarbe.
- Boloria graeca ist eine etwa gleich große Art, deren Hinterflügelunterseite noch stärker in gelbliche Färbungen tendiert.
- Hochmoor-Perlmuttfalter (Boloria aquilonaris). Die Falter sind breitflügeliger mit runderen Hinterflügeln. Die schwarze Zeichnung ist etwas markanter und kräftiger.
- Natternwurz-Perlmuttfalter (Boloria titania). Die Zeichnung auf der Vorderseite ist markanter und etwas dunkler, die Unterseite der Hinterflügel kräftig rostrot gefärbt.
- Alpen-Perlmuttfalter (Boloria thore). Die Art hat wesentlich dunklere, teilweise ineinander verschmelzende Zeichnungselemente auf den Flügelvorderseiten.
- Magerrasen-Perlmuttfalter (Boloria dia). Die Falter sind meist wesentlich kleiner sowie kräftiger gezeichnet.
- Mädesüß-Perlmuttfalter (Brenthis ino). Die Falter sind größer, haben auffallend gerundete Flügel und eine blasse, wenig ausgeprägte Rotzeichnung auf der Hinterflügelrückseite.

Um bei der Bestimmung dennoch ganz sicherzugehen, sollten Spezialisten zu Rate gezogen werden.

## Verbreitung und Lebensraum
Das Vorkommen der Art umfasst höhere Lagen in den Pyrenäen, Alpen, Fennoskandien, Südsibirien, dem Altai und der Amurregion sowie in Alaska und Wyoming.  Sie ist meist in Höhen zwischen 1200 und 2800 Metern auf Bergwiesen anzutreffen, kommt in Nordnorwegen aber gelegentlich bis an die Küstenlinie.
In Österreich, im Alpengebiet, sind aber viele ehemalige Fundorte mittlerweile erloschen.

## Lebensweise
Die Falter leben in einer Generation von Ende Juni bis August. Sie fliegen gerne über blumenreiche Gebirgswiesen. Die Raupen ernähren sich von den Blättern niedriger Pflanzen, wie Veilchen- (Viola) und Knötericharten (Persicaria, Polygonum). Sie überwintern klein. In höheren Lagen oder nördlichen Breiten kann der Entwicklungszyklus zwei Vegetationsperioden dauern.

## Gefährdung
Die Art kommt in Deutschland nur in den bayerischen Alpen vor und wird auf der Roten Liste gefährdeter Arten in Kategorie R (Art mit geographischer Restriktion) geführt.